# Saint-Baudelle
Saint-Baudelle é uma comuna francesa na região administrativa da Pays de la Loire, no departamento de Mayenne. Estende-se por uma área de 7,17 km². Em 2010 a comuna tinha 1 189 habitantes (densidade: 165,8 hab./km²).